# 均州路街道
均州路街道，是中华人民共和国湖北省十堰市丹江口市下辖的一个乡镇级行政单位。

## 行政区划
均州路街道下辖以下地区：
均州路社区居民社区、泰山庙社区居民社区、东风社区居民社区、张家营社区居民社区、金岗山社区居民社区和迎宾路社区居民社区。